# Bicocca (métro de Milan)
Pour les articles homonymes, voir Bicocca.
Bicocca est une station de la ligne 5 du métro de Milan. Elle est située sous la via Fulvio Testi, à l'intersection avec la via Luigi Pulci, dans le quartier de Bicocca, Municipio 9 de Milan en Italie.

## Situation sur le réseau

Plan du métro (2021)

Établie en souterrain, Bicocca est une station de passage de la ligne 5 du métro de Milan. Elle est située entre la station Ponale, en direction du terminus nord Bignami, et la station Ca’ Granda, en direction du terminus ouest San Siro Stadio.
Elle dispose des deux voies de la ligne, encadrées par deux quais latéraux.

## Histoire
La station Bicocca est mise en service le 10 février 2013, lors de la mise en service de la première section de la ligne 5 entre Bignami et Zara. Elle est nommée en référence au quartier éponyme qu'elle dessert.

## Services aux voyageurs

### Accès et accueil
La station possède cinq accès équipés d'escaliers et d'escaliers mécaniques, ainsi qu'un accès direct par ascenseur depuis l'extérieur. Elle est accessible aux personnes à la mobilité réduite.

Installations
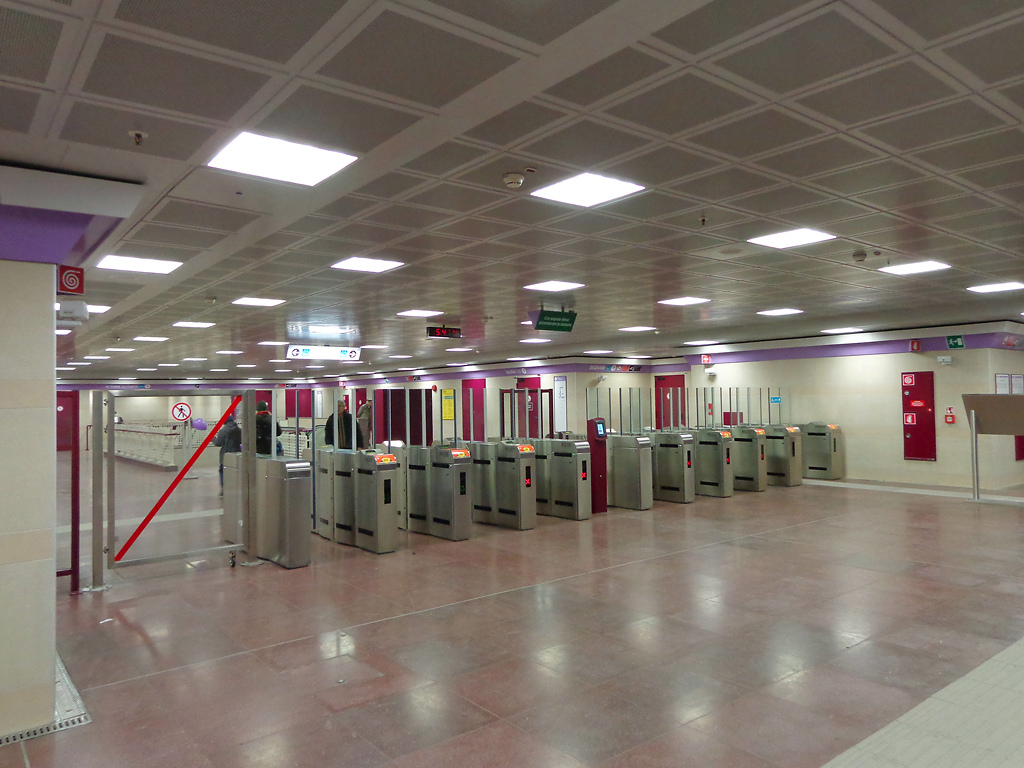
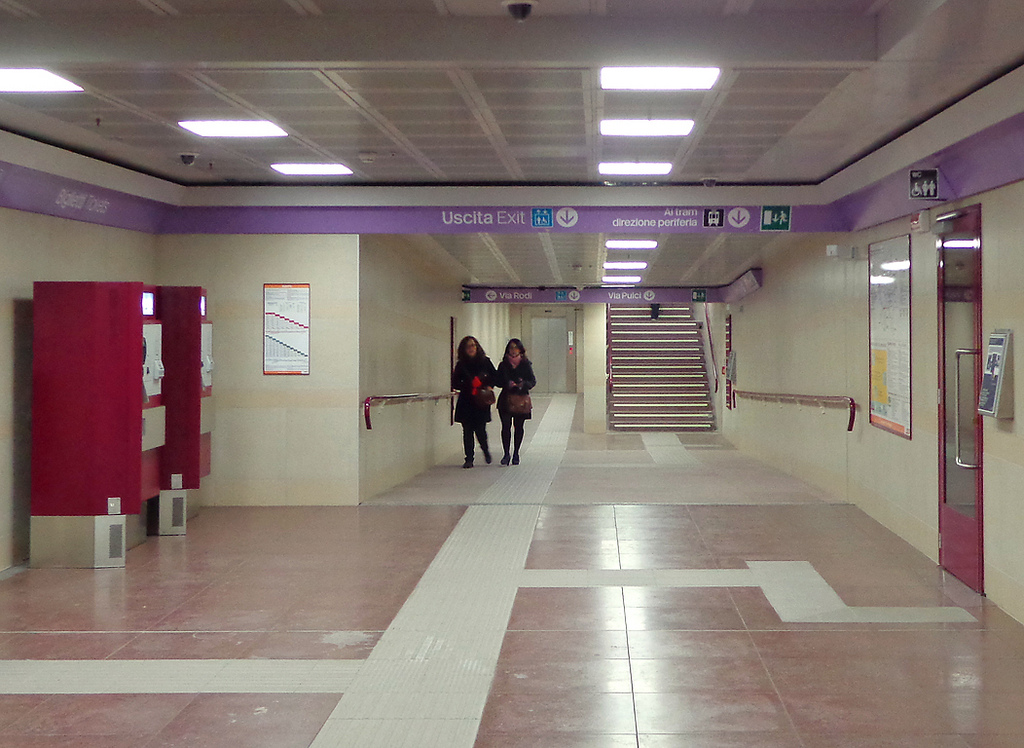
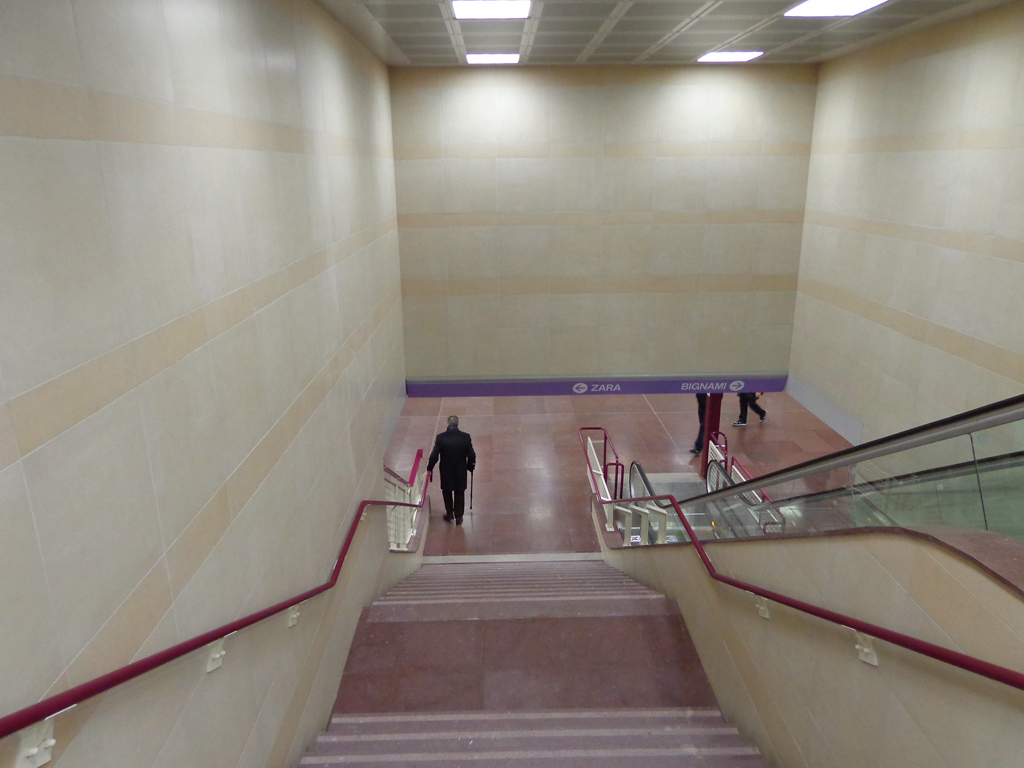

### Desserte
Bicocca est desservie par les rames qui circulent sur la ligne 5 du métro de Milan. Comme toutes les autres stations de cette ligne de métro automatique elle dispose de portes palières sur les quais.

Installations et desserte
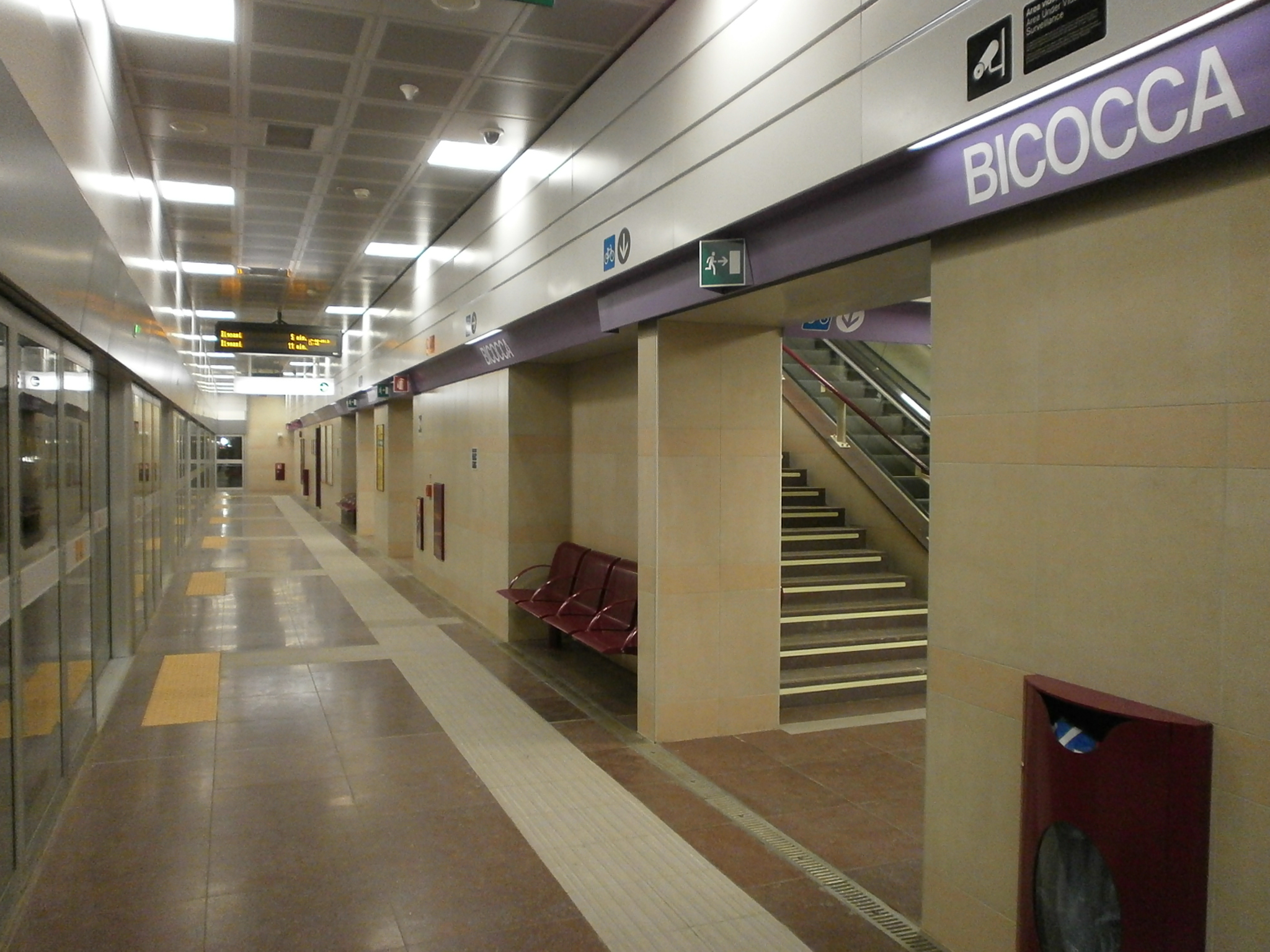
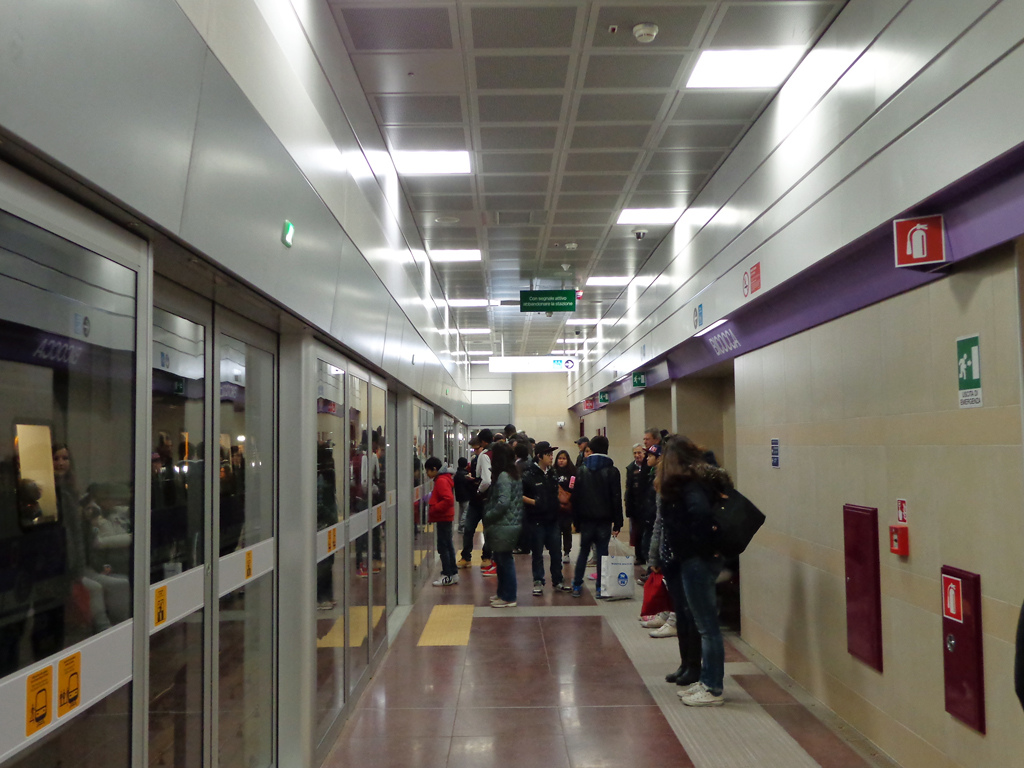
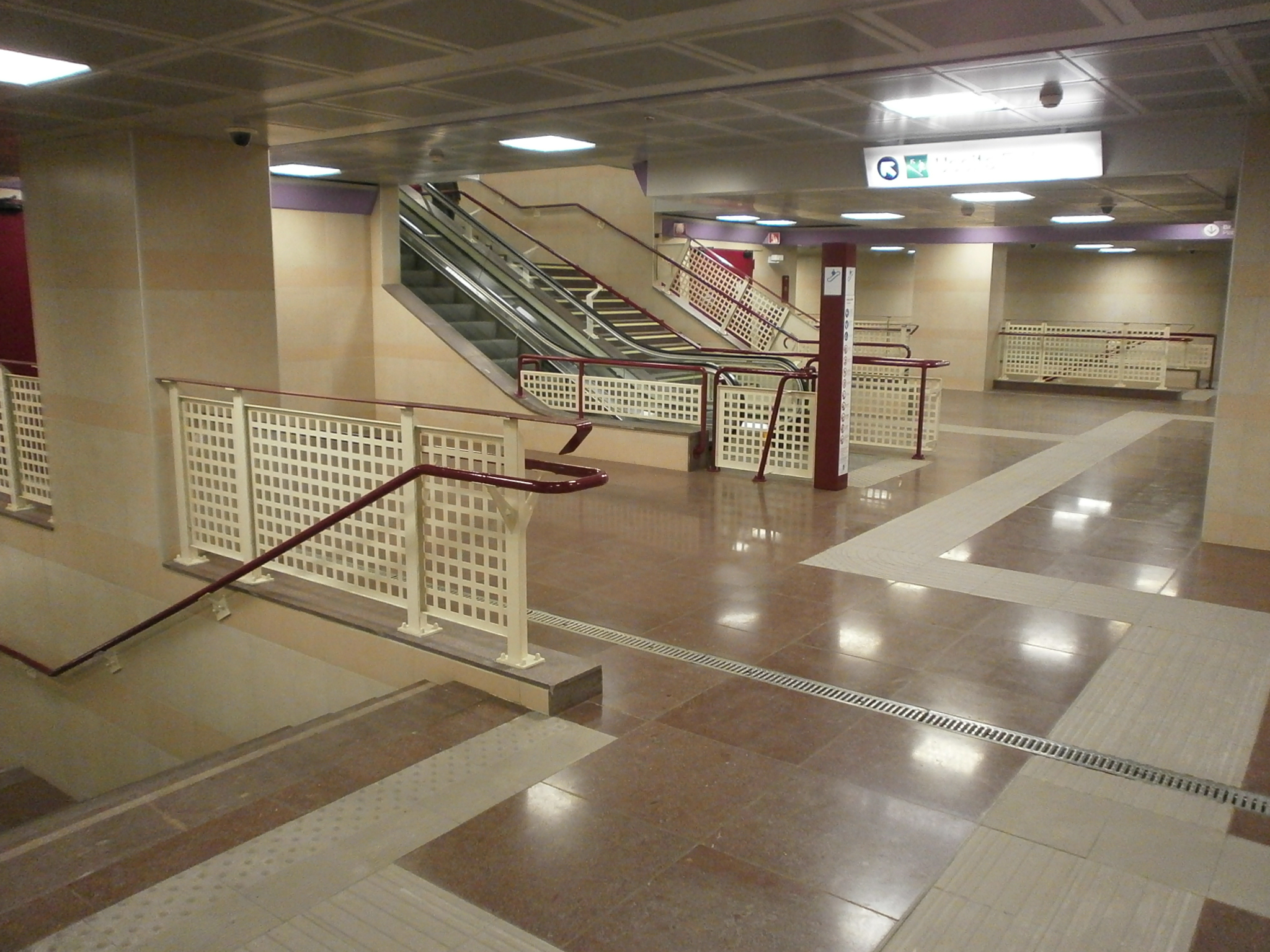

### Intermodalité
À proximité : un arrêt du Tramway de Milan est desservie par les lignes 7 et 31 ; et un arrêt des autobus ATM  est desservi par les lignes 52 et 783.